# Miercurea-Ciuc
Miercurea-Ciuc (węg. Csíkszereda, uproszczona wymowa Mierkurja Cziuk) – miasto w Rumunii nad rzeką Alutą, stolica okręgu Harghita. Miasto jest handlowym i kulturowym centrum Seklerszczyzny – 81% mieszkańców korzysta z języka węgierskiego i nazywa siebie Szeklerami.

## Położenie
Miasto leży w środkowej części Kotliny Ciuc, w miejscu, w którym zwęża się ona pomiędzy pasmem gór Harghita na zachodzie i górami Ciuc na wschodzie. Przepływa przez nie w swym górnym biegu Aluta, mająca tu jeszcze postać niewielkiej rzeczki. Przebiegają przez nie również linia kolejowa i droga z Gheorghieni w Kotlinie Giurgeu (na północy) do Braszowa (na południu).

## Historia

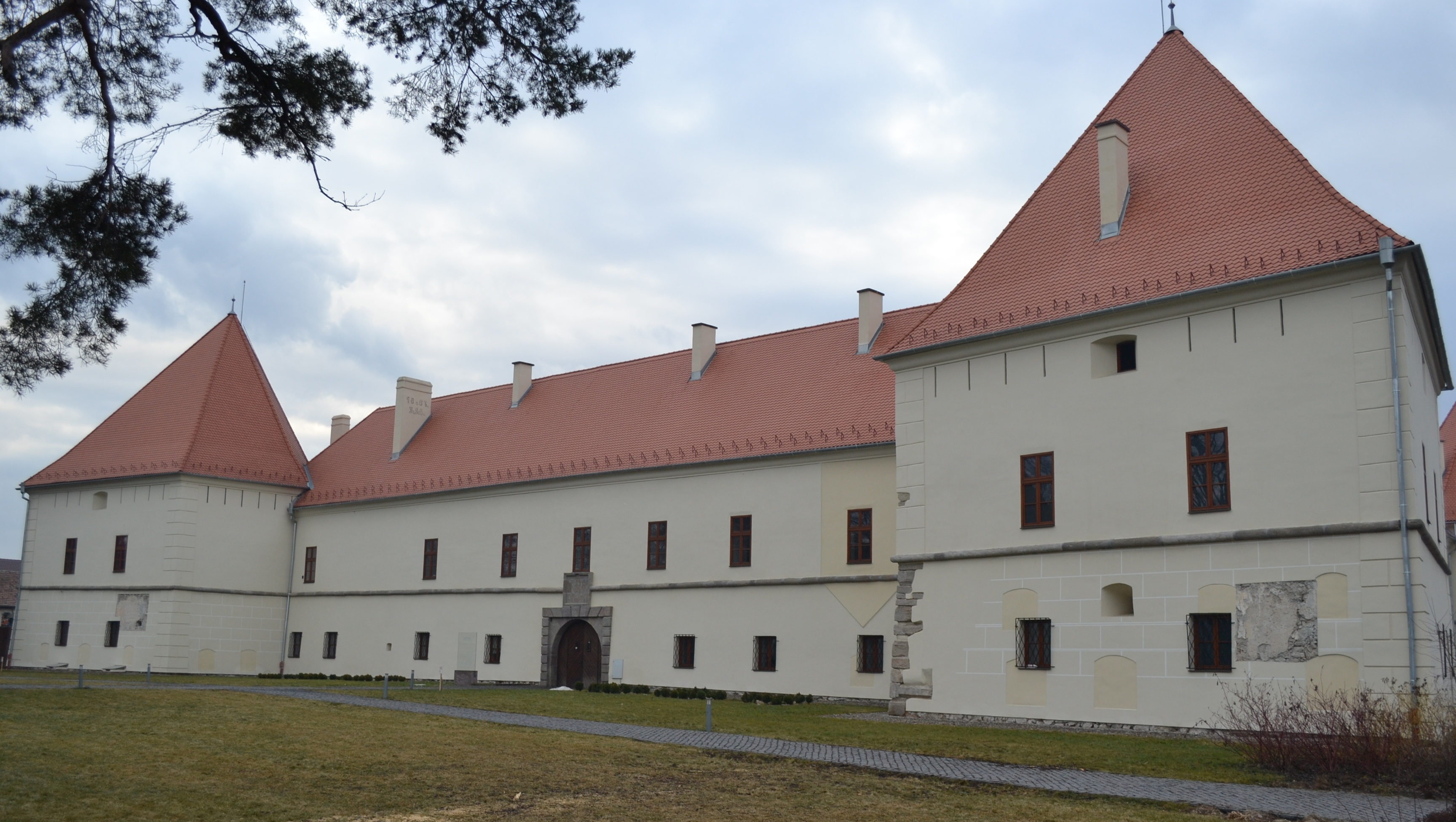
Zamek Mikó

Ślady osadnictwa w okolicach Miercurei-Ciuc pochodzą z epoki kamienia łupanego, ale w regionie nigdy nie rozwinął się ważny ośrodek polityczny czy centrum wymiany handlowej. Nazwa Miercurea, jako wspólne określenie kilku scalonych w jeden organizm miejski wiosek, pojawiła się po raz pierwszy w dokumencie Izabeli Jagiellonki z 1558. W pierwszej połowie XVII wieku wybudowano w mieście zamek i nadano miastu status stolicy komitatu Ciuc (węg. Csík), obejmującego oprócz Miercurei także kilka sąsiednich miast. W 1661 roku Turcy i Tatarzy splądrowali  miasto. W 1668 roku franciszkanin János Kájoni założył pierwszą w historii Miercurei-Ciuc szkołę, a kilka lat później również drukarnię. Był to impuls do rozwoju kulturalnego w regionie.

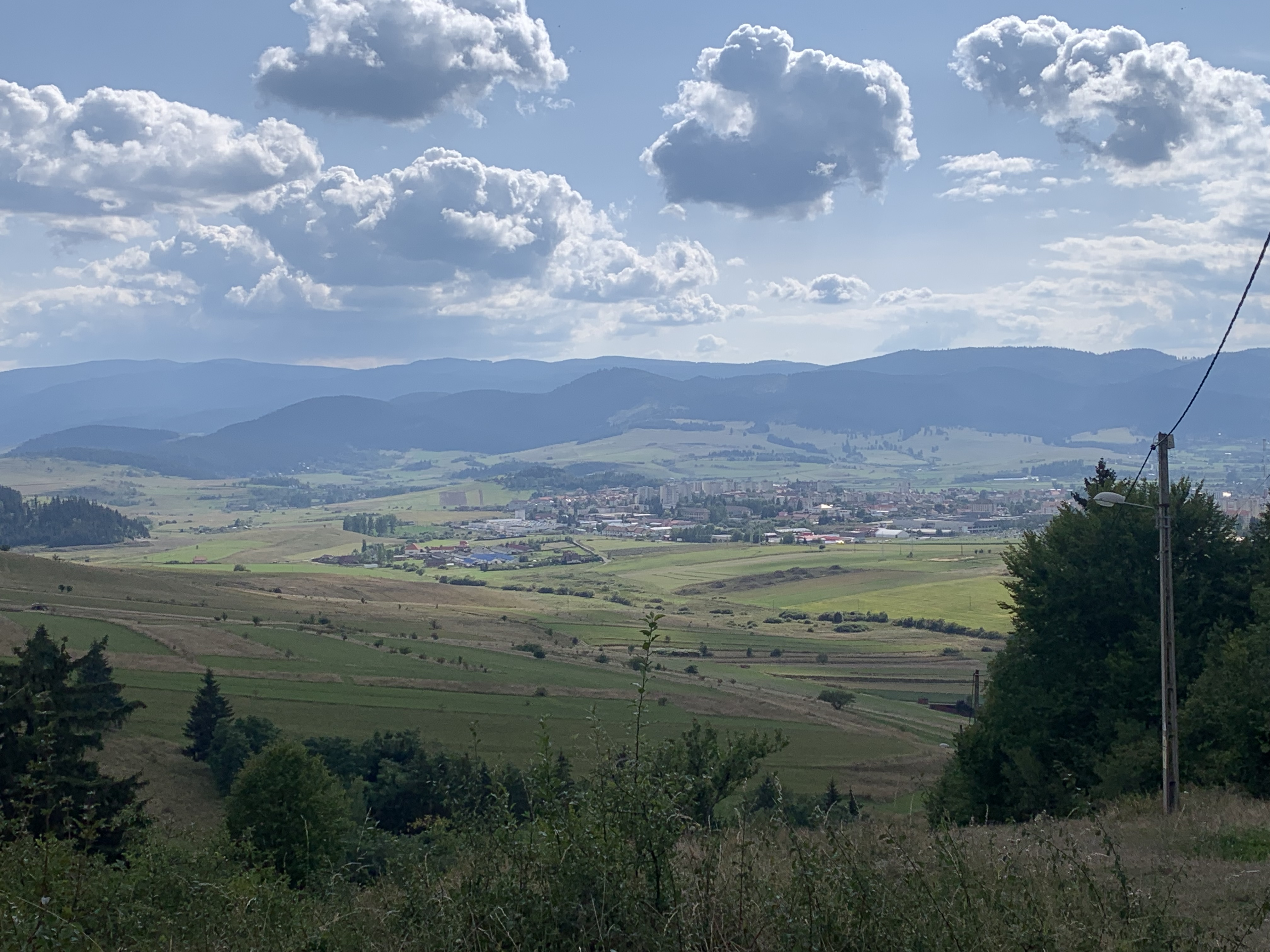
Widok na miasto ze wzgórza pielgrzymkowego

## Sport
- HSC Csíkszereda (dawniej SC Miercurea-Ciuc) – klub hokejowy
- HC Csíkszereda – były klub hokejowy

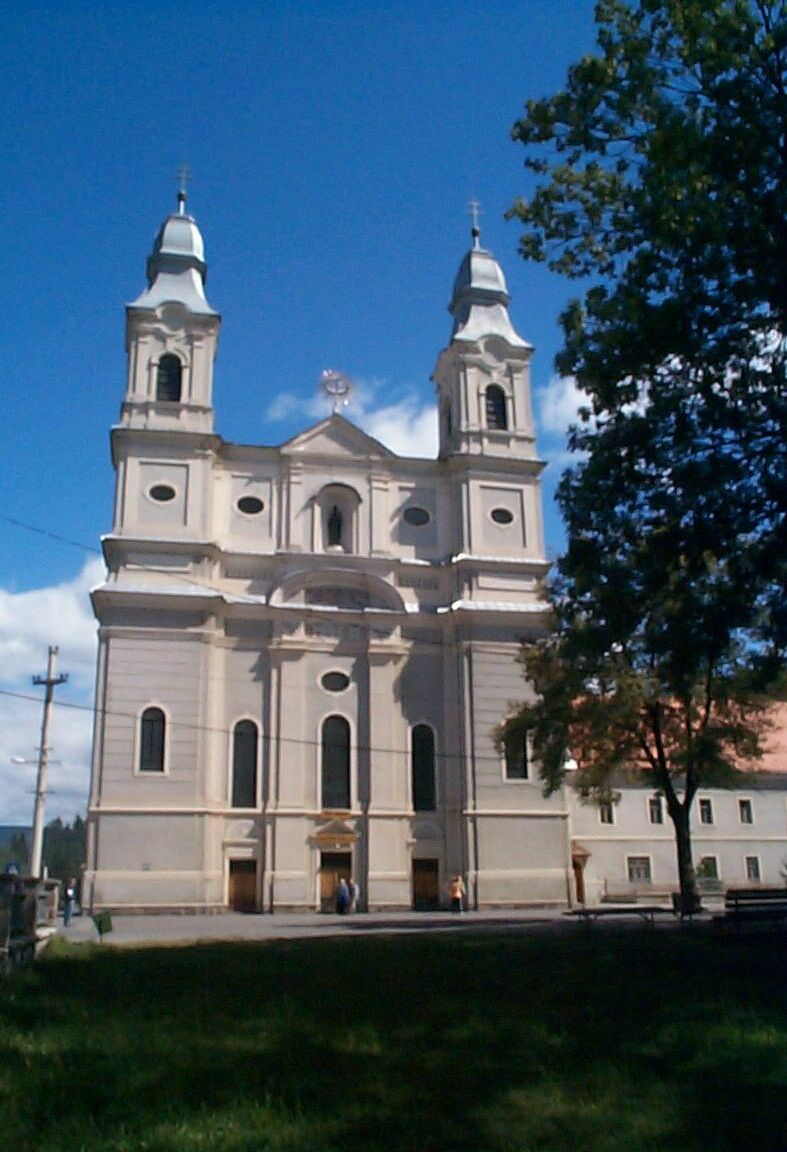
Kościół w Miercurea-Ciuc

## Miasta partnerskie
- Bielce, Mołdawia
- Bečej, Serbia
- Berehowo, Ukraina
- Budakeszi, Węgry
- Cegléd, Węgry
- Gyula, Węgry
- Gödöllő, Węgry
- Heves, Węgry
- Kaposvár, Węgry
- Makó, Węgry
- Tiszaújváros, Węgry
- Óbuda, Węgry
- Zugló, Węgry
- Želiezovce, Słowacja
- Riehen, Szwajcaria